# Konjektur
Konjektur (lateinisch coniectura ‚Vermutung‘, ‚Deutung‘) ist ein Verfahren der Textkritik (oder Editionsphilologie), welche wiederum ein wichtiger Teilbereich der Literaturwissenschaft ist. Es wird bei der Edition von Codices, Manuskripten oder Druckausgaben angewandt und besteht darin, dass der Herausgeber die Ergänzung fehlender Textstellen sowie für notwendig erachtete inhaltliche und stilistische Verbesserungen vornimmt. Auf Konjektur wird in wissenschaftlichen Ausgaben stets ausführlich und begründend hingewiesen. Die Korrektur reiner Rechtschreib- oder Druckfehler heißt Emendation; Emendationen werden in modernen Editionen ebenfalls im Detail nachgewiesen, können aber auch durch die Darlegung allgemeiner Emendationsregeln zusammengefasst werden.
Konjekturen werden bei der Edition von Texten dort gemacht, wo der Herausgeber eine Verfälschung und Unechtheit des Textzeugen gegenüber dem zugrunde liegenden Original vermutet. Das kommt dann vor, wenn eine Stelle des Textes im Stil, Reim- und Versschema, Satzbau, Wortschatz usw. nicht zum übrigen Text zu passen scheint. Konjektur beruht also auf der Vorstellung eines vom Autor intendierten Urtextes, der im Lauf seiner Textgeschichte aus mancherlei Gründen „Verderbnis“ ausgesetzt ist. Derlei beschädigter Text heißt in der Fachsprache „verderbter Text“.
Werden mehrere handschriftliche Fassungen miteinander verglichen (die mitunter, etwa im Fall von Gedichten, stark voneinander abweichen), muss im klassischen Editionsverfahren der Herausgeber im Hinblick auf die betreffenden Stellen jeweils entscheiden, welche Lesart in die Druckfassung übernommen wird. Er kann sich für die früheste Handschrift entscheiden, wenn er sie für die ursprünglichere hält, und von ihr aus einen sogenannten Urtext konjizieren. Alternativ kann er zum Beispiel auch die Ausgabe letzter Hand als wichtigsten Textzeugen verwenden, also die letzte Druckfassung, die vom Autor selbst korrigiert wurde. Nicht selten überarbeiten Autoren für spätere Druckfassungen ihre frühen Werke noch einmal selbst, wenn sie nicht mehr zufrieden mit ihnen sind.
Oft sind diese von Korrekturen und Veränderungen des Autors selbst herrührenden Unterschiede zwischen den Fassungen von besonderem editionsphilologischem Interesse. In manchen Fällen muss auch deshalb ein Urtext konjiziert werden, weil er irrigen Korrekturen eines frühen Druckers zum Opfer gefallen ist (etwa bei Shakespeares Dramen, die nur in mehreren, teils stark voneinander abweichenden Erstdrucken erhalten sind).
Alle durchgeführten Konjekturen werden bei kritischen Ausgaben im kritischen Apparat in den Anhang oder an den Fuß der Seite gedruckt. So bleibt die Möglichkeit, die Konjekturen des Herausgebers nachzuvollziehen.
Eine weitere Möglichkeit der Textedition, die die Edition mittels Konjektur in besonderen Fällen ersetzt, wird in zeitgenössischen Ausgaben etwa der Lyrik Friedrich Hölderlins oder Georg Trakls realisiert. So wird in der Frankfurter Ausgabe von Hölderlins Werken jede Seite der Handschriften als Faksimile abgedruckt, dem eine gut lesbare Druckfassung samt speziellen Kennzeichnungen für Durchstreichung, Hervorhebung, verschiedene Schreibwerkzeuge und andere Textmerkmale auf der jeweils gegenüberliegenden Seite korrespondiert. Spezialisten können dadurch bei der Textinterpretation rekonstruieren, wie die Texte entstanden sind und in welcher Weise ein Autor bestimmten Änderungen vorgenommen hat. Konjekturen müssen hier nur dann gemacht werden, wenn die Handschrift unleserlich ist.
In der Philologie des 19. Jahrhunderts wurden Konjekturen wesentlich großzügiger angebracht als heute. Allerdings wurde die Problematik des übereifrigen Konjizierens schon damals erkannt; so bemerkte der berühmte klassische Philologe August Boeckh:

„[…] der argwöhnische Sinn führt den Kritiker leicht irre, wenn er nicht durch Objectivität in Schranken gehalten wird. Selbst ein Bentley und Valckenaer haben häufig geirrt […] Im Allgemeinen kann man behaupten, daß von 100 Conjecturen, welche die Kritiker machen, nicht 5 wahr sind.“

Ein kritischer Einwand der modernen Editionsphilologie ist, dass Konjekturen oft ohne ausreichende Begründung und „nach Gefühl“ vorgenommen werden; der Herausgeber trete damit gleichsam in Konkurrenz zum Autor und überschreite damit seine Befugnisse. Das Vorhaben, einen „intendierten Urtext“ zu rekonstruieren, begegnet immer größerer Skepsis. Moderne literaturwissenschaftliche Methoden befassen sich deshalb mit dem ältesten erhaltenen Überlieferungsträger als dem Ausgangsmaterial und weniger mit Mutmaßungen über die der Intention des Autors entsprechende Textgestalt. In neueren Editionen werden deshalb häufig nur noch offenkundige Schreibfehler emendiert und allfällige Konjekturen grundsätzlich anstatt im Text einer kritischen Ausgabe in deren kritischem Apparat oder im Kommentar des Herausgebers vermerkt. Sie haben dort von vornherein keinen textkonstituierenden, sondern nur argumentierenden Charakter, sind also nicht Teil der Texterrichtung, sondern Beginn der Textdeutung.